# Ensemble Marktplatz (Rotthalmünster)

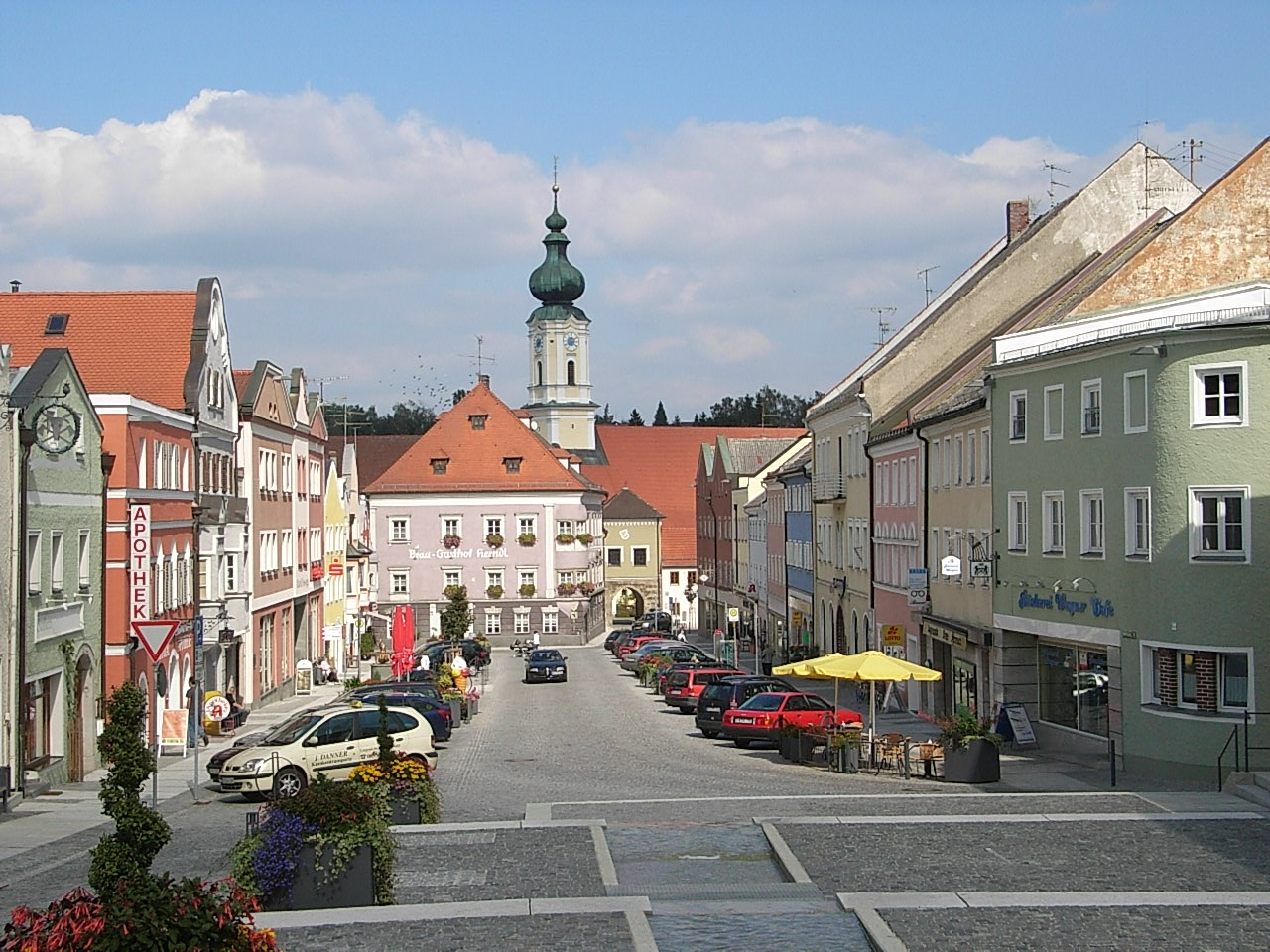
Marktplatz in Rotthalmünster

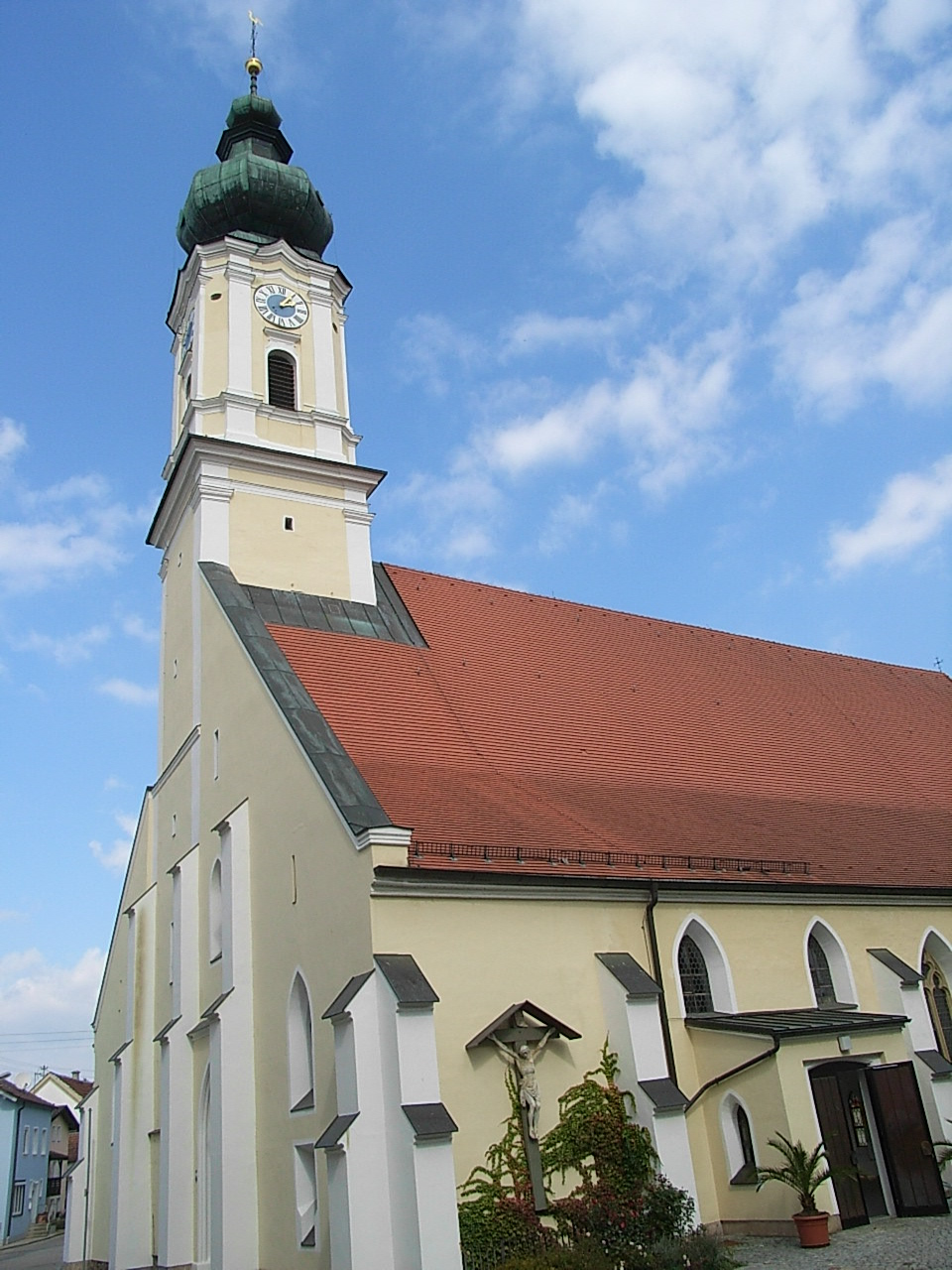
Kirche Mariä Himmelfahrt

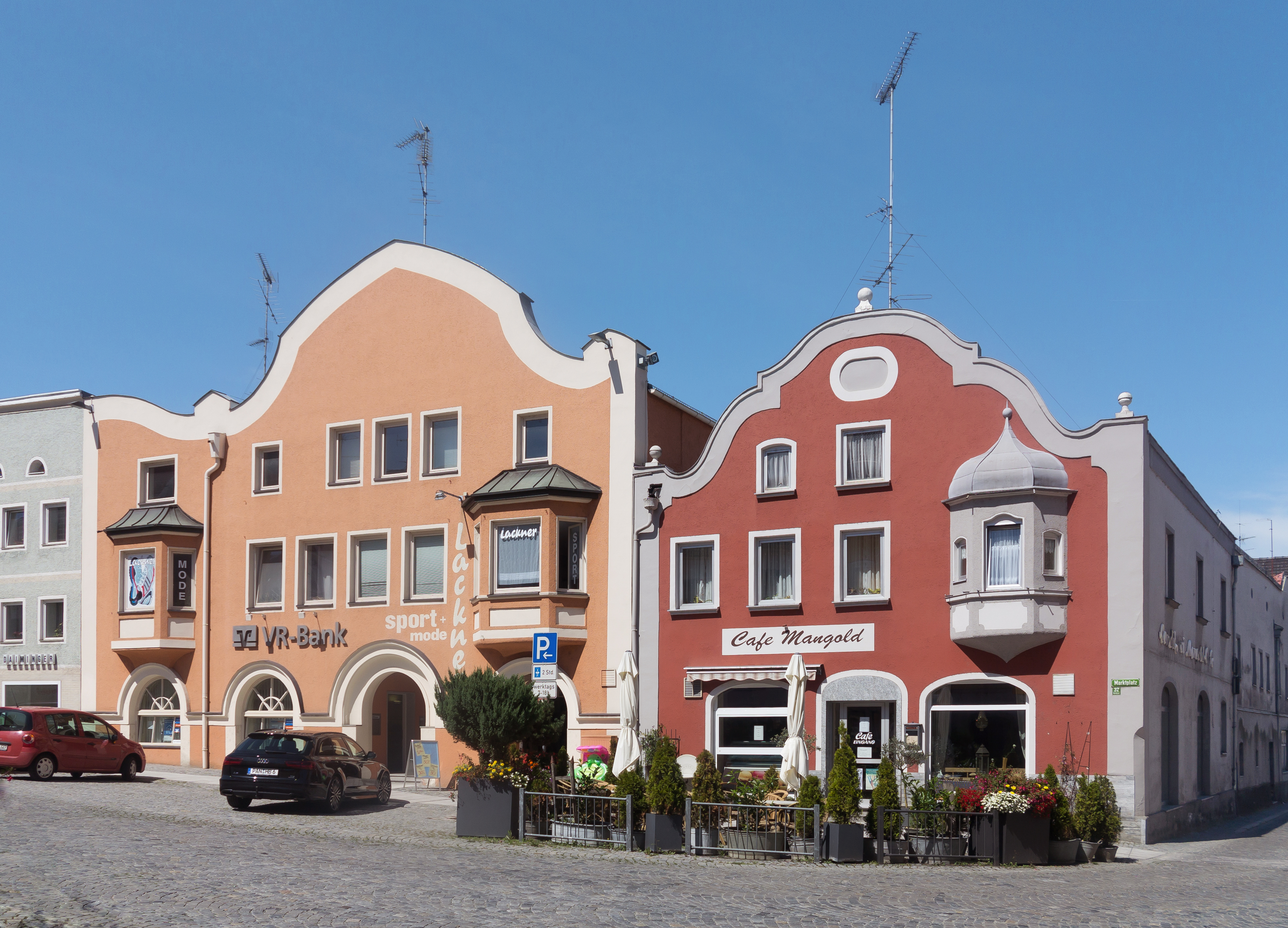
Gebäude Marktplatz 35 und 37

Das Ensemble Marktplatz in Rotthalmünster, einer Marktgemeinde im niederbayerischen Landkreis Passau, ist ein Bauensemble, das unter Denkmalschutz steht.

## Beschreibung
Zum Ensemble gehört der langgestreckte, leicht ansteigende Rechteckplatz und der Bereich um die katholische Pfarrkirche Mariä Himmelfahrt im Nordosten des Platzes. Bei der Kirche dürfte der älteste Siedlungskern des Ortes liegen. 
Südlich dieses Kerns entstand im hohen Mittelalter die Marktsiedlung, deren Marktplatz in zwei Etappen regelmäßig ausgebaut wurde. Durch die Wittelsbacher erhielt der Ort 1349 das Marktrecht. Um 1452 entstand die spätgotische Pfarrkirche, der Nachfolgebau der frühmittelalterlichen Klosterkirche. Von der Kirchenbefestigung haben sich Teile auf der Südseite, vor allem das Torhaus, erhalten. 
Der nach Süden leicht ansteigende Marktplatz ist geschlossen mit zwei- und dreigeschossigen verputzten Wohn- und Geschäftshäusern aus dem 18. und 19. Jahrhundert umbaut. Dabei handelt es sich meist um Giebel-, auch um Schweifgiebelhäuser, viele davon sind mit Vorschussmauern versehen. Die meisten Häuser stammen aus der Zeit des Wiederaufbaus nach dem Brand von 1858. 
Am Südende begrenzt das schlichte, aus der Bauflucht heraustretende Rathaus den Platz. Am Nordostende, wo die alte Durchgangsstraße den Platz quert, setzt der barocke Walmdacheckbau des Herndlbräu einen eindrucksvollen Abschluss des Platzes.

## Einzeldenkmäler
- Marktplatz 2/4: Wohnhaus
- Marktplatz 5: Wohnhaus
- Marktplatz 10: Rathaus
- Marktplatz 13: Wohnhaus
- Marktplatz 14: Wohnhaus
- Marktplatz 19: Wohn- und Geschäftshaus
- Marktplatz 23: Gasthaus
- Marktplatz 25: Wohn- und Geschäftshaus
- Marktplatz 35: Wohnhaus
- Marktplatz 37: Wohn- und Geschäftshaus
- Marktplatz 39 und Kirchplatz 5: Gasthof Herndlbräu

Siehe auch: Liste der Baudenkmäler in Rotthalmünster